# Авні Їлдирим
Авні Їлдирим (тур. Avni Yıldırım; нар. 5 серпня 1991, Сівас, Сівас) — турецький професійний боксер.

## Аматорська кар'єра
Авні Їлдирим п'ять разів був чемпіоном Туреччини. 2013 року став бронзовим призером Середземноморських ігор. На чемпіонаті світу 2013 програв в другому бою.

## Професіональна кар'єра
2014 року дебютував на професійному рингу. 15 серпня 2015 року в своєму шостому бою проти Глена Джонсона (США) завоював вакантний титул інтернаціонального срібного чемпіона WBC в напівважкій вазі. Провів чотири захиста титула, після чого перейшов до другої середньої ваги.
5 листопада 2016 року завоював вакантний титул інтернаціонального срібного чемпіона WBC в другій середній вазі. 13 травня 2017 року завоював вакантний титул інтернаціонального чемпіона WBC в другій середній вазі і мав шанси з часом поборотися за вакантний титул чемпіона світу WBC. Однак у липні 2017 року Авні Їлдирим зареєструвався для участі у Всесвітній боксерській суперсерії.
7 жовтня 2017 року у чвертьфіналі турніру WBSS Їлдирим зустрівся з британцем Крісом Юбенком. В поєдинку, на кону якого був титул чемпіона світу за версією IBO, Їлдирим програв нокаутом у третьому раунді.
3 березня 2018 року Їлдирим знов завоював титул інтернаціонального чемпіона WBC в другій середній вазі.
23 лютого 2019 року відбувся бій Авні Їлдирим — Ентоні Діррелл (США) за вакантний титул чемпіона світу за версією WBC. Через розсічення у американця бій був зупинений у десятому раунді. Перемогу розділеним технічним рішенням здобув Ентоні Діррелл.
27 лютого 2021 року у Авні Їлдирима була третя спроба стати чемпіоном світу. Він вийшов на бій проти знаменитого мексиканця Сауля Альвареса. На кону поєдинку були титули чемпіона світу за версіями WBC та WBA Super і пояс журналу Ринг в другій середній вазі. Їлдирим програв, здавшись в перерві вже після третього раунду.